# To nic, drahá

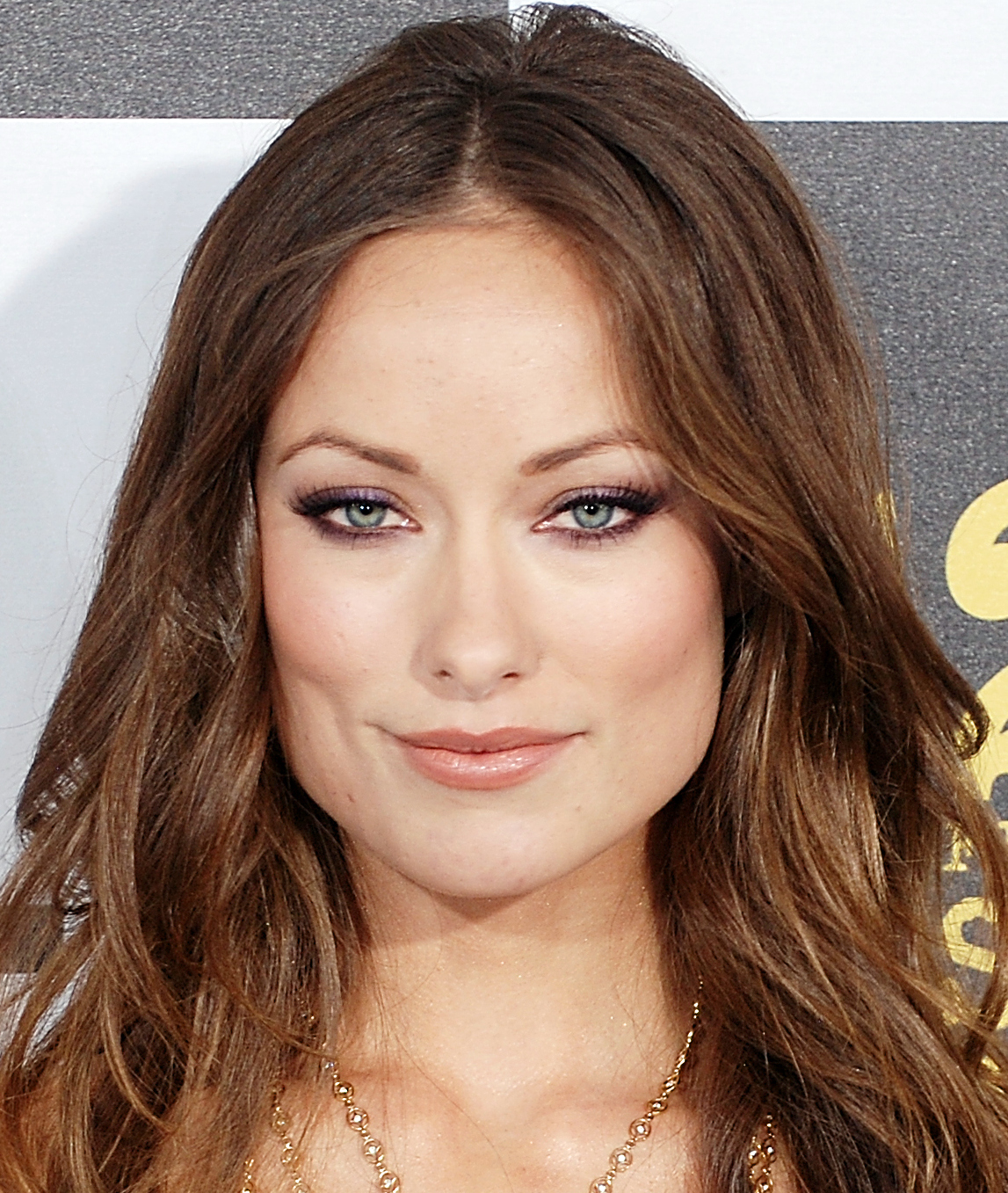
Olivia Wildeová, režisérka filmu Don't Worry Darling

To nic, drahá (v anglickém originále Don't Worry Darling) je americký psychologický thriller režisérky Olivie Wildeové. V hlavních rolích se představili anglický zpěvák a herec Harry Styles a Florence Pughová, která je také původem z Velké Británie. Příběh pojednává o Alice (Florence Pughová) a jejím naoko dokonalém vztahu s manželem Jackem (Harry Styles), který před ní ale skrývá velké tajemství.
Příběh se odehrává v 50. letech minulého století v městečku uprostřed kalifornské pouště, které se tváří jako ráj. Dalšími herci, kteří se objeví v tomto snímku, jsou například Chris Pine a Gemma Chan, ale i samotná režisérka Olivia Wildeová. Scénář napsala americká scenáristka Katie Silberman, která je také jedna ze spoluautorek scénáře k filmu Šprtky to chtěj taky (v originále Booksmart), který režírovala Wilde. Dalšími scenáristy jsou Carey Van Dyke a jeho bratr Shane Van Dyke. Natáčení skončilo 14. února 2021, i přes komplikace s pandemií covidu-19.
Světová premiéra filmu proběhla 5. září 2022 na 79. ročníku Benátského filmového festivalu a do amerických kin byl uveden 23. září 2022 společností Warner Bros. Pictures. Film získal rozporuplná hodnocení kritiků, kteří chválili herecký výkon Florence Pughové, kameru a výpravu, ale film jako takový shledali neuspokojivým.

## Obsazení
| Harry Styles          | Jack Chambers     |
| Florence Pughová      | Alice Chambersová |
| Chris Pine            | Frank             |
| Olivia Wildeová       | Mary              |
| Gemma Chan            | Shelley           |
| Kiandra „Kiki“ Layne  | Margaret          |
| Nick Kroll            | Bill              |
| Sydney Chandler       | Bunny             |
| Kate Berlant          | Peg               |
| Asif Ali              | Peter             |
| Douglas Smith         | John              |
| Timothy Simons        | Dean              |
| Ari'el Stachel        | Kevin             |
| Alisha Heng           | Rose              |
| Dita Von Teese        | Gigi              |
| Marcello Julian Reyes | Fred              |
| Mariah Justice        | Barbara           |